# Apodecta
Apodecta är ett släkte av fjärilar. Apodecta ingår i familjen snigelspinnare.
Kladogram enligt Catalogue of Life:
| Apodecta | \| \| Apodecta actinias \| \| \| \| \| \| Apodecta insularis \| \| \| \| \| \| Apodecta monodisca \| \| \| \| |
|          | \| \| Apodecta actinias \| \| \| \| \| \| Apodecta insularis \| \| \| \| \| \| Apodecta monodisca \| \| \| \| |
|          | Apodecta actinias                                                                                             |
|          | |
|          | Apodecta insularis                                                                                            |
|          | |
|          | Apodecta monodisca                                                                                            |
|          | |